# Bernd Buchheister
Bernd Buchheister (* 21. September 1962 in Braunschweig) ist ein ehemaliger deutscher Fußballspieler.

## Sportliche Laufbahn
1985 wechselte Buchheister vom damaligen Oberligisten MTV Gifhorn zu Eintracht Braunschweig in die 2. Bundesliga. Bereits in seiner ersten Zweitligasaison 1985/86 wurde Buchheister zum Stammspieler, insgesamt bestritt er zwischen 1985 und 1993 216 Spiele in der 2. Bundesliga für die Eintracht, in denen er 60 Tore erzielen konnte. Nach dem Abstieg 1993 verließ Buchheister Braunschweig aufgrund finanzieller Differenzen und schloss sich dem Hamburger Amateur-Oberligisten SV Lurup an. Hier war er nach einer Ligenreform noch bis 1997 in der Regionalliga Nord aktiv.

## Weiterer Werdegang
Nach dem Ende seiner Fußballerkarriere kehrte Buchheister in seinen erlernten Beruf als Bautischler zurück.